# Ніколаєвка (Петропавловський район)
Нікола́євка (рос. Николаевка) — село у складі Петропавловського району Алтайського краю, Росія. Адміністративний центр Ніколаєвської сільської ради.

## Населення
Населення — 813 осіб (2010; 873 у 2002).
Національний склад (станом на 2002 рік):
- росіяни — 98 %